# Аманов, Тулеубай Идрисович
Тулеубай Идрисулы Аманов (25 августа 1923, ныне аул Курманкожа, Жанасемейский район, Абайская область — 21 июня 1978, Алма-Ата) — учёный, доктор физико-математических наук (1967), профессор (1969), член-корреспондент АН Казахстана (1972).

## Биография
Родился 23 августа 1923 года в ауле Курманкожа Новопокровской волости Семипалатинского уезда Семипалатинской губернии Казакской АССР в крестьянской семье Идриса и Бахыт Амановых. Помимо старшего сына в семье было еще два ребенка: девочка и мальчик. Происходит из рода уак.
В 1940 году начал учебу на физико-математическом факультете Казахского Государственного университета им. С. Кирова, но Великая Отечественная война внесла свои коррективы. Учеба продолжалась уже в стенах Семипалатинского педагогического института.
В августе 1941 года его призвали в армию и направили на краткосрочные военные курсы САВО в г. Чирчик, а в январе 1943 года — в Алма-Атинское пехотное училище, в августе того же года он уже был на фронте. Был направлен в 310 гвардейский стрелковый полк 110 гвардейской стрелковой дивизии Второго Украинского фронта. Т. Аманов попал на самый горячий боевой участок, приняв участие в боевых действиях при форсировании Днепра. В боях 6 и 7 октября 1943 года расчетом огня ПТР Т. Аманов подавил пулеметную точку и вывел из строя противотанковую пушку противника, а уже 8 октября был тяжело ранен в ногу артиллерийским снарядом. С войны вернулся инвалидом.
Весной 1944 года молодой Аманов сдал экстерном государственные экзамены в Семипалатинском педагогическом институте и оставался работать в стенах этого ВУЗа до 1968 года на разных должностях: и преподавателем, и деканом, и заведующим кафедрой, и проректором.
В 1950—1953 годах аспирант Института математики им. А.Стеклова в Москве, где под руководством профессора С. М. Никольского успешно защитил кандидатскую диссертацию. В 1953—1963 годах проректор Семипалатинского педагогического института и заведующий кафедрой высшей математики.
В 1967 году получил ученую степень доктора физико-математических наук.
В 1969—1970 годах заместитель директора Института математики и механики АН Казахстана и заведующий кафедрой КазГУ, с 1970 года — директор Института математики и механики. В Институте организовал и возглавил новую лабораторию функционального анализа и теории функций. С этих пор начинается бурное развитие теории функций в Казахстане. Начали работать семинары по теории функций. Шла достаточно интенсивная подготовка специалистов по различным направлениям математики. По инициативе Т. Аманова и при его активном участии в Алма-Ате прошли крупные математические форумы, благотворно влиявшие на молодую математическую школу Казахстана.
В научных трудах Аманов рассматриваются вопросы теории функции, функционального анализа и его применения. Автор более 50 научных трудов, им подготовлено 15 кандидатов наук. Среди его учеников — профессор К. Нурсултанов, член Союза писателей Казахстана Таупык Рымжанов, кандидаты физико-математических наук, доценты С. Калиев, Ш. Касенов, Н. Машрапов, Б. Базарханов и другие.
С 1972 года член-корреспондент Академии наук Казахской ССР.
Скончался 21 июня 1978 года в Алма-Ате, похоронен на Кенсайском кладбище.

## Память
Его имя носит улица в городе Семей.
Его имя носят школы:
- средняя школа № 16 Т. Аманова в городе Семее, в которой он учился;
- средняя школа имени Тулеубая Аманова в селе Петропавловка Бородулихинского района Восточно-Казахстанской области.

В доме, где он жил в последние годы, установлена мемориальная доска.
В краеведческом музее селе Петропавловка Бородулихинского района Восточно-Казахстанской области, расположенным вблизи бывшего аула Курманкожа, где родился Т. Аманов, посвящена одна из экспозиций.

## Семья
Тулейбай Идрисович со своей супругой Нурсипат Оразмухамедовной воспитали 4 детей. Все они стали учеными математиками, то есть продолжили и продолжают дело своего отца.

## Сочинения
- Пространство дифференцируемых функций с доминирующей смешанной производной. — А., 1976.